# کیا گرن برد
کیا گرن برد Kia Granbird یک اتوبوس برون‌شهری است که توسط کیا تولید می‌شود. نسل اول این اتوبوس برگرفته از پلت فرم هینو سلگا و برای مدت زمان کوتاهی محصول آسیا موتورز بود. تولید این خودرو در سال ۱۹۹۴ آغاز شد و نمای بیرونی تا سال ۲۰۰۷ تغییری نکرد. گرن برد در کارخانه گوانگجو کیا تولید می‌شود که کامیون‌های تجاری و نظامی و مدل‌های سول، اسپورتیج و کارنز را تولید می‌کند.

## نسل اول
در سال ۱۹۹۴ اولین سری گرن برد معرفی شد. 

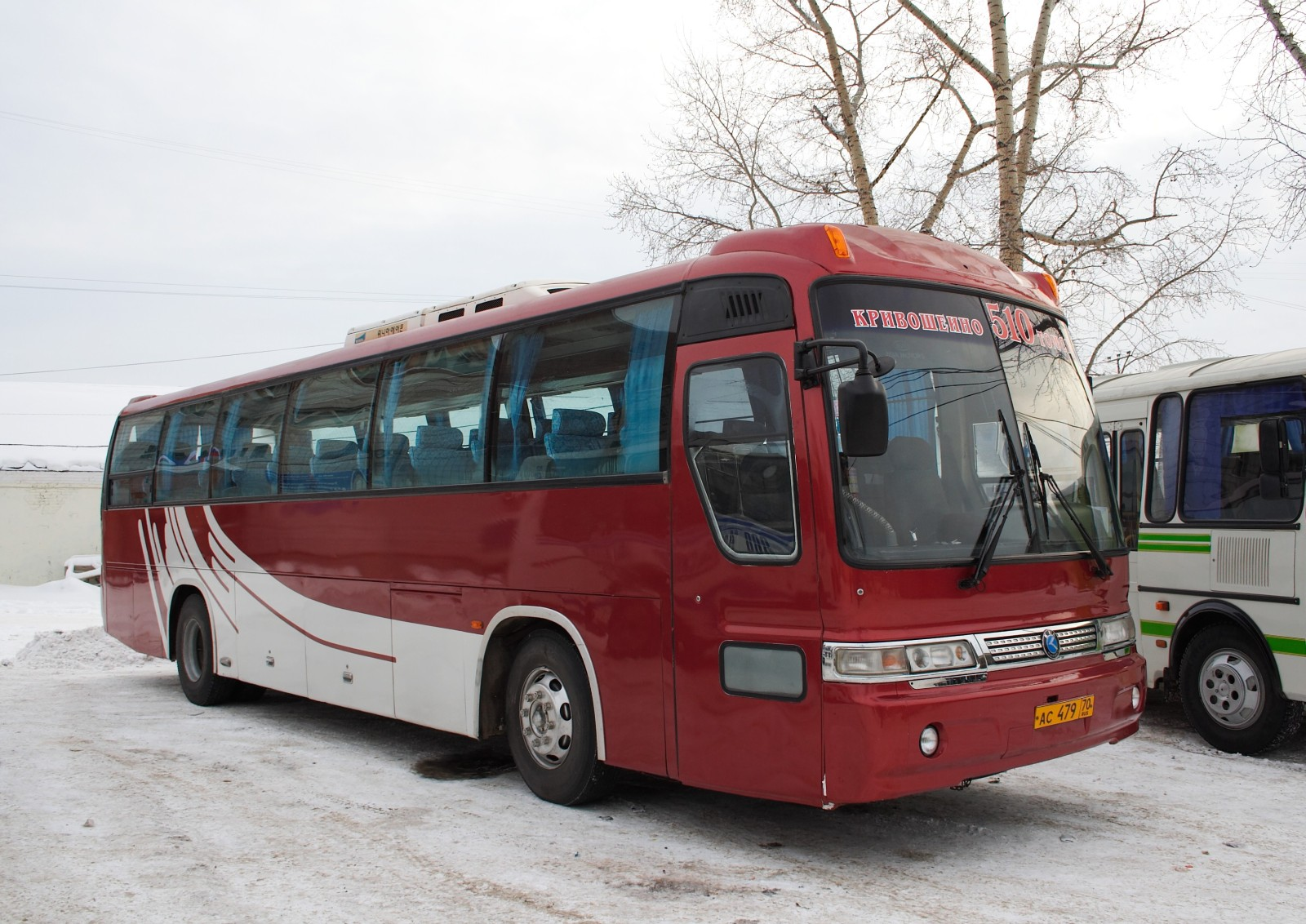
کیا گرن برد ۲۰۰۰-۲۰۰۷.
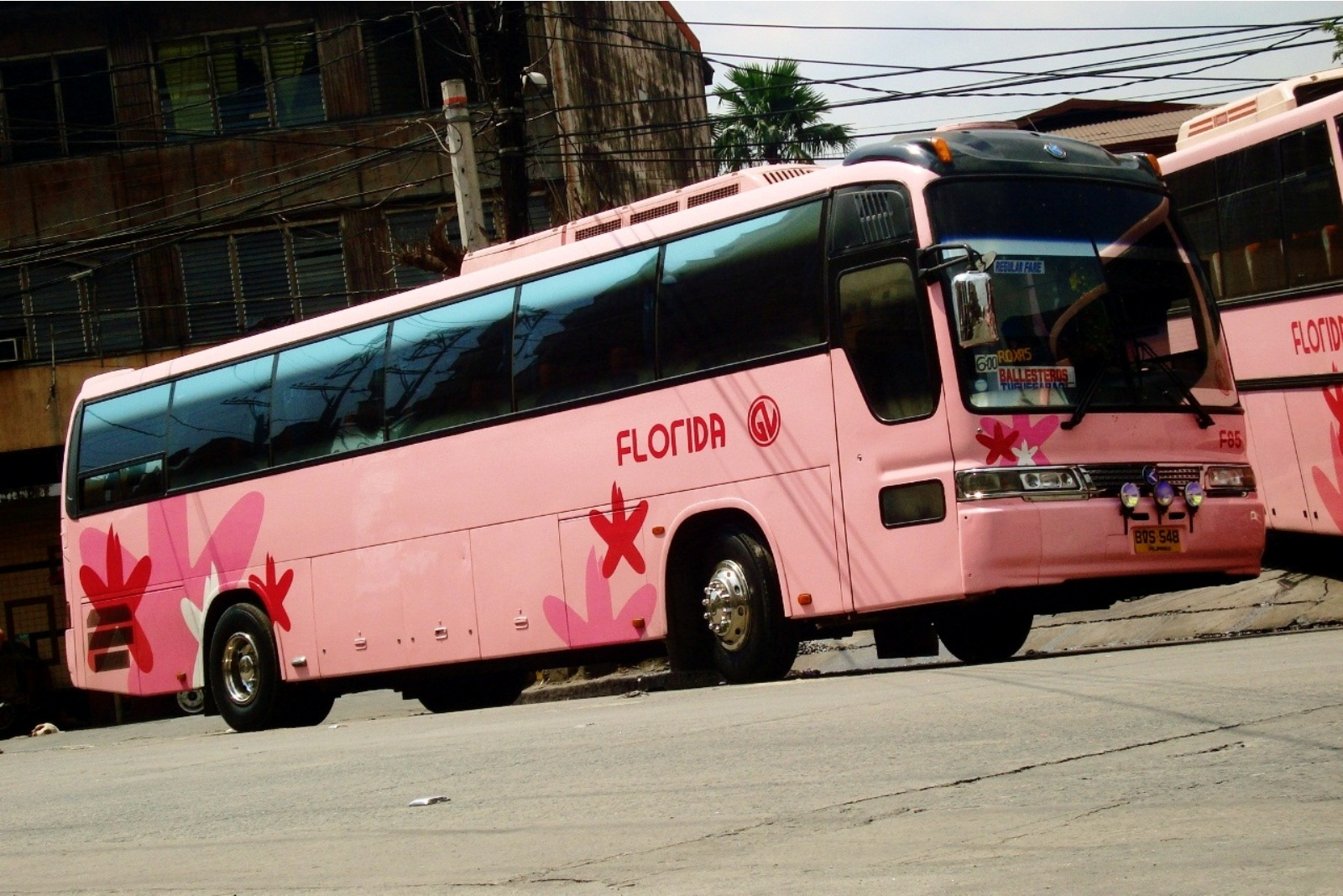
کیا گرن برد ۲۰۰۰-۲۰۰۷.
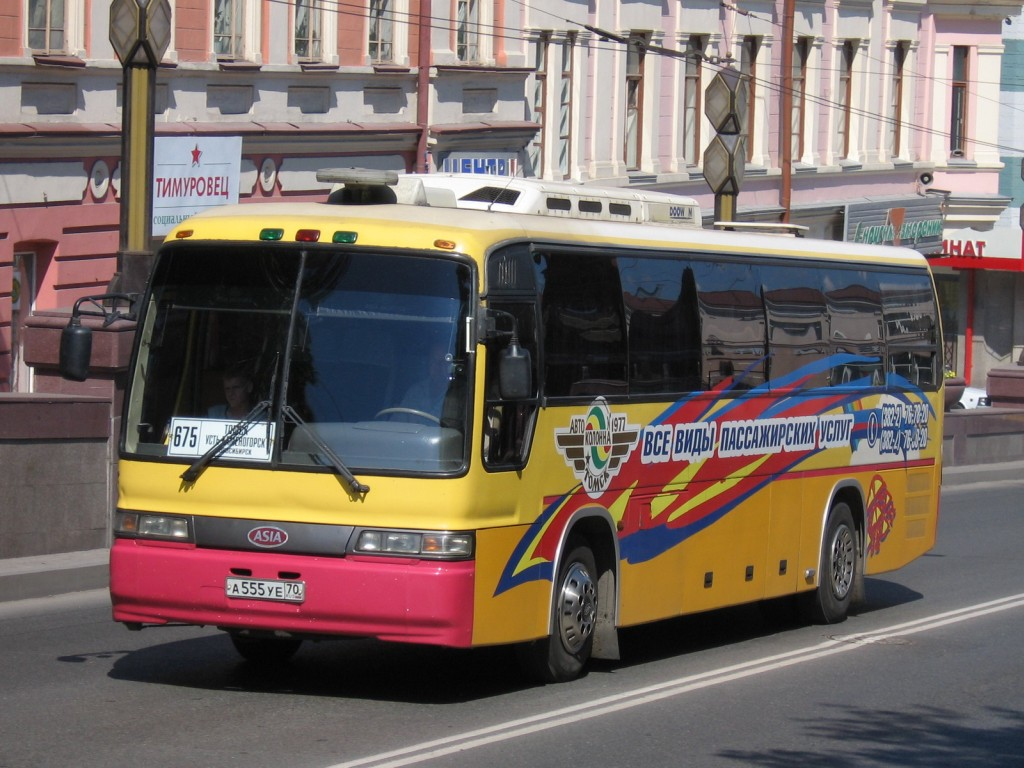
آسیا موتورز گرن برد.

## نسل دوم
در سال ۲۰۰۸ تولید نسل دوم گرن برد آغاز شد. این نسخه در قوای فنی و طراحی پیشرفت کرد. 

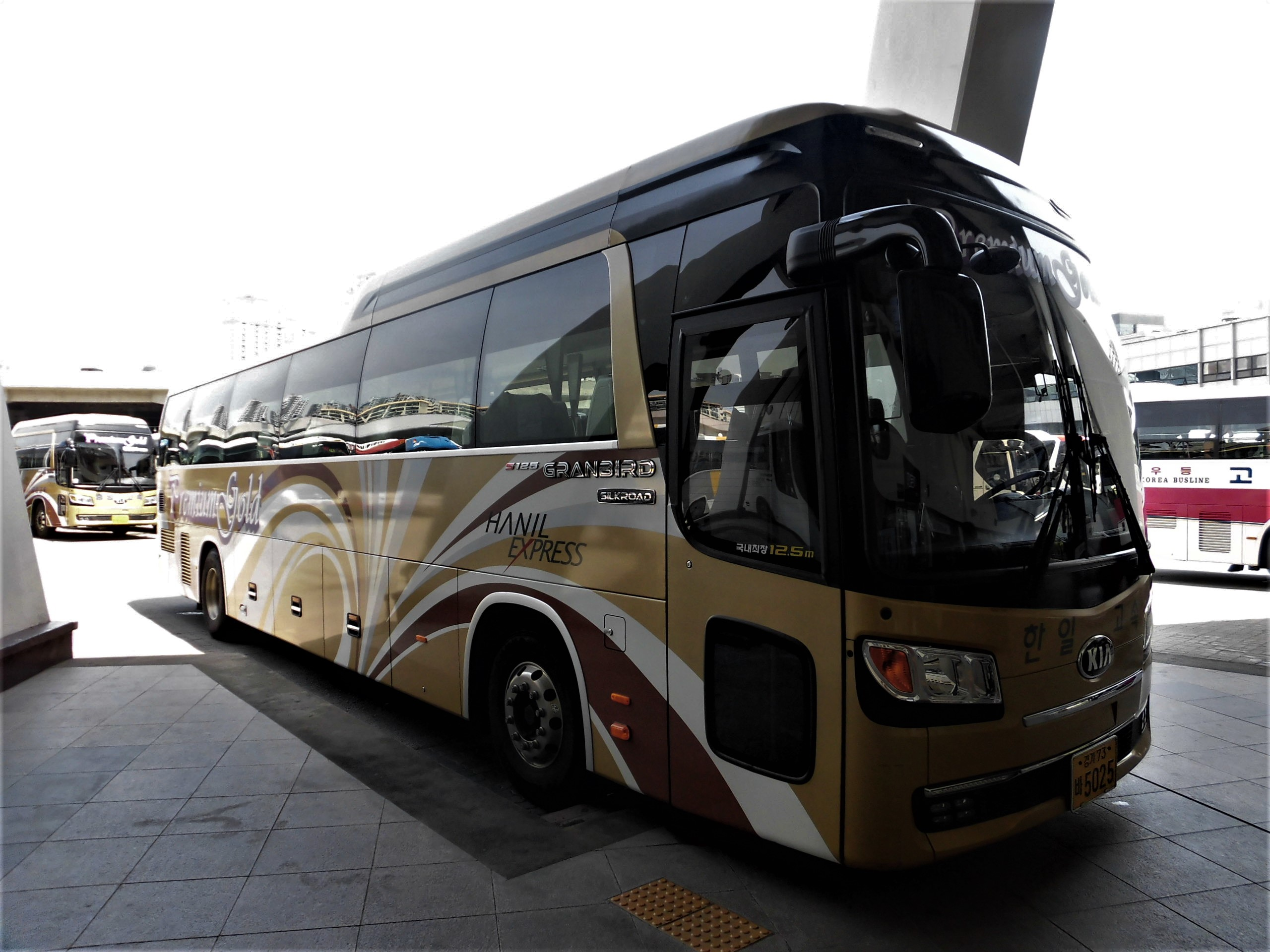
کیا گرن برد ۲۰۰۸-۲۰۲۰.
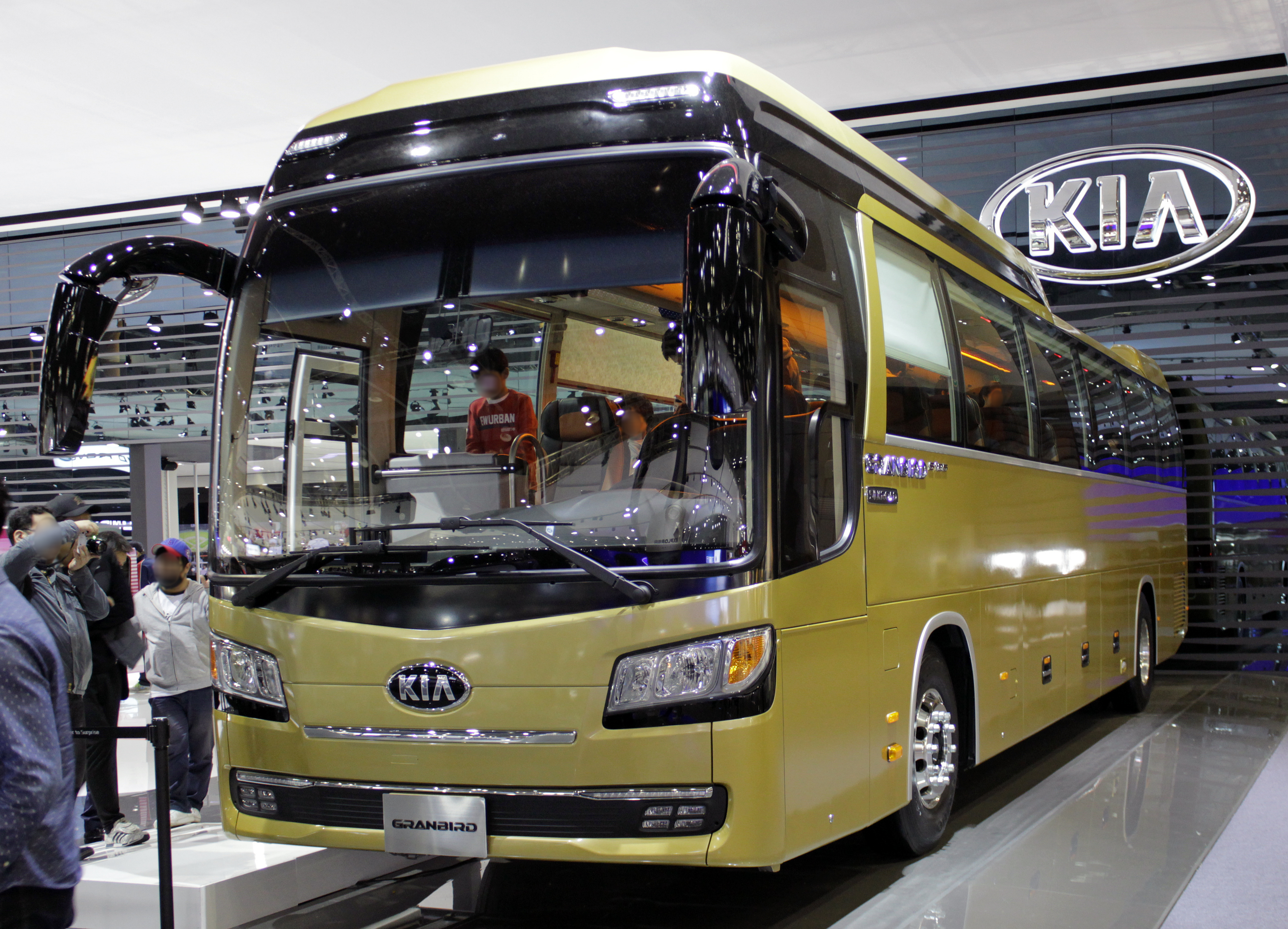
نسل دوم.

## نسل سوم
نسل سوم کیا گرنبرد که در ۱۴ مه ۲۰۲۰ رونمایی شد. نسل سوم این اتوبوس در تریم‌های سوپر پریمیوم سانشاین و سوپر پرمیوم پارک وی موجود است. این نسل از گرن برد بر اساس راحتی رانندگی، کیفیت، راحتی سرنشین با امکانات سرگرم‌کننده و هوشمند تولیده شده‌است.

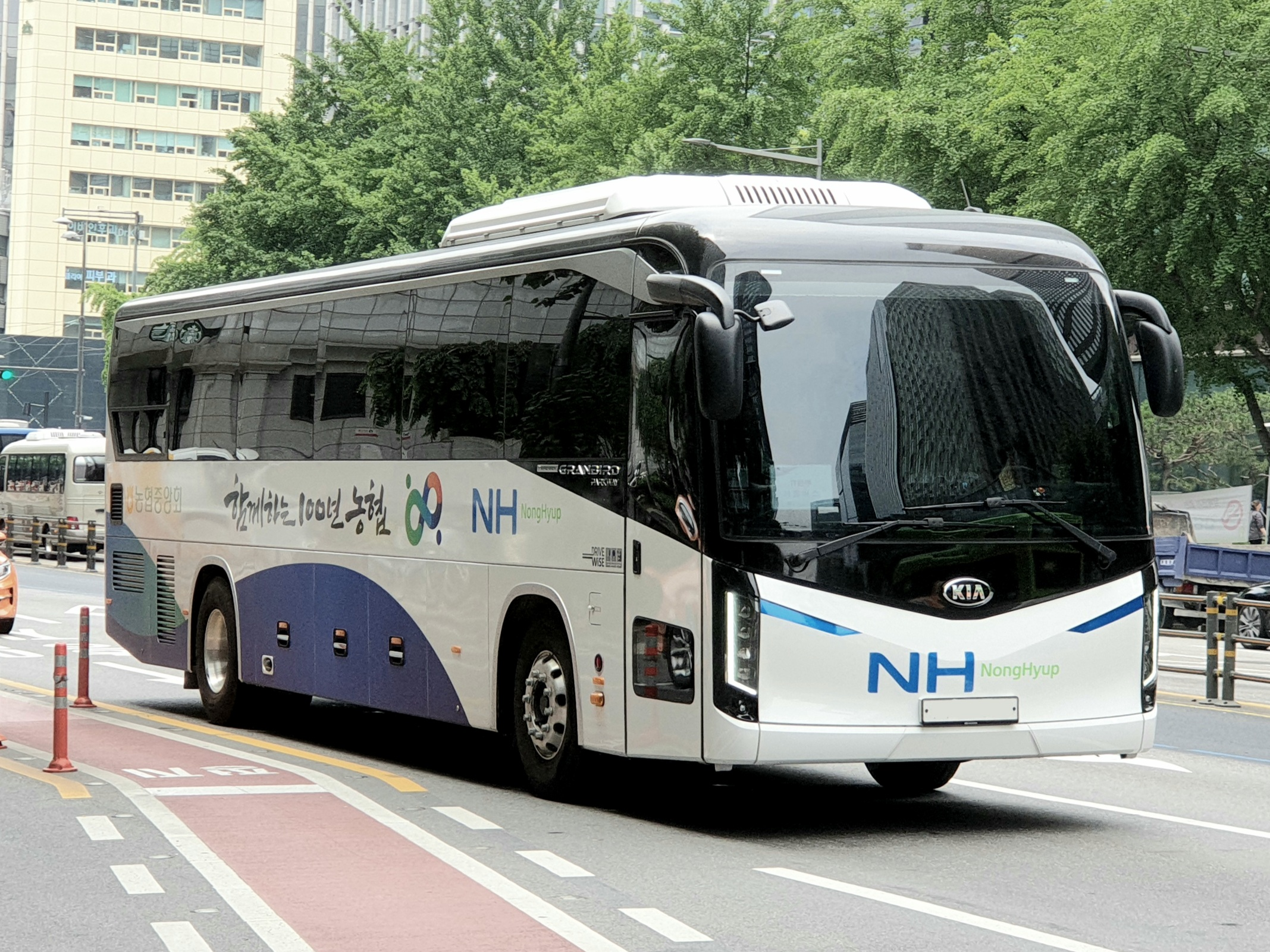
نسل سوم.